# Краљевска аустралијска морнарица
Краљевска аустралијска морнарица (РАН) је грана аустралијских поморских одбрамбених снага. Краљевска аустралијска морнарица је званично основана 1911. да постане нова морнарица Комонвелта Аустралије.
Британија је наставила да подржава Краљевску морнарицу и да пружа додатну помоћ одбране на Пацифику до првих година Другог светског рата. У деценији након рата РАН је стекла мали број авиона, последњи је отплатила 1982.
Данас је РАН једна од највећих и најсавременијих поморских снага у Пацифику, уз значајно присуство у Индијском океану и широм света операције подршке војних кампања и мировних мисија.
Вицеадмирал Расел Кран је садашњи шеф морнарице, а он је именован на ову функцију 2008. Он је наследио вицеадмирала Раса Салдерса 4. јула 2008.

## Историја
Комонвелт поморских снага успостављен је 1. марта 1901, два месеца након федерације Аустралије. 10. јула 1911, краљ Џорџ V даје назив Краљевска аустралијска морнарица.
Током Првог светског рата, РАН је у почетку била одговорна за освајање многих немачких колонија у Јужном Пацифику и за заштиту аустралијских трговаца из Немачке Источноазијске ескадриле. Касније у току рата, већина великих бродова РАН је сачињавала део снага Краљевске морнарице у Медитерану и Северном мору.